# التحوط من التضخم
يُقصد بالتحوط من التضخم استثمارٌ يهدف إلى حماية المستثمر من انخفاض القوة الشرائية للنقود الناتج عن التضخم. لا يُعرف استثمارٌ يُعتبر تحوطًا ناجحًا في جميع البيئات التضخمية، تمامًا كما لا توجد فئة أصول مضمونة الارتفاع في قيمتها في الأوقات غير التضخمية.

## خلفية
يُمكن أن يُؤثر التضخم على القرارات الاستثمارية من خلال صعوبة التنبؤ بالأسعار المستقبلية. هذا يجعل الاستثمار في بعض الأصول، مثل السلع، التي قد تتأثر بالتضخم، مُحفوفًا بالمخاطر.
يُمكن أن يُقلل التضخم من قيمة الاستثمارات بمرور الوقت. لهذا السبب من المهم أن يأخذ المستثمرون التضخم في الاعتبار عند اتخاذ القرارات الاستثمارية.
يذكر "دليل بارون المالي والاستثماري": "تقليديًا، يتمتع الذهب والعقارات بسمعة طيبة كأدوات تحوط جيدة ضد التضخم، على الرغم من أن نمو الأسهم يُمكن أن يُعوّض التضخم على المدى الطويل. يُمكن أيضًا أن تكون صناديق سوق المال، التي تدفع عوائد أعلى مع ارتفاع أسعار الفائدة خلال أوقات التضخم، أداة تحوط جيدة ضد التضخم".
تُعتبر بعض العملات المشفرة مثل البيتكوين أحيانًا "ذهبًا رقميًا" حديثًا وبديلًا للتحوط من التضخم مقارنة بالذهب التقليدي، ومع ذلك فقد كان أداؤها ضعيفًا للغاية خلال موجة التضخم في 2021-2022.
يُعتبر البعض أيضًا أن الفضة أداة تحوط ضد التضخم.
أثبت البلاتين، الذي كان يُعتبر في السابق معدنًا أكثر مضاربة للمستثمرين، في العقد الثاني من القرن الحادي والعشرين أنه معدن يُنظر إليه كأداة تحوط ضد التضخم مماثلة أو أفضل من الذهب أو الفضة أو البيتكوين.